# Thyrnau
Thyrnau è un comune tedesco di 4 141 abitanti, situato nel land della Baviera.